# Saint-Jouin-de-Milly
Saint-Jouin-de-Milly är en kommun i departementet Deux-Sèvres i regionen Nouvelle-Aquitaine i västra Frankrike. Kommunen ligger i kantonen Cerizay som tillhör arrondissementet Bressuire. År 2018 hade Saint-Jouin-de-Milly 201 invånare.

## Befolkningsutveckling
Antalet invånare i kommunen Saint-Jouin-de-Milly
| Referens: INSEE |